# Vinemina muraenata
Vinemina muraenata là một loài bướm đêm trong họ Geometridae.